# Svetozar Koljević
Svetozar Koljević (en serbe cyrillique : Светозар Кољевић ; né le 9 septembre 1930 à Banja Luka et mort 29 mai 2016 à Novi Sad) est un critique littéraire, un historien de la littérature et un traducteur serbe. Il a été membre de l'Académie serbe des sciences et des arts, membre de la Section de Novi Sad de l'Académie serbe des sciences et des arts et membre de l'Académie des sciences et des arts de la République serbe.
Svetozar Koljević est le frère de l'écrivain et homme politique Nikola Koljević (1936-1997).

## Biographie
Né à Banja Luka, Svetozar Koljević suit d'abord les cours de l'université de Zagreb puis ceux de l'université de Belgrade dont il sort diplômé dans les domaines de la langue et de la littérature anglaises et de la littérature yougoslave. En 1957, il obtient un master de l'université de Cambridge, où il a étudié sous la direction de l'historien de la littérature et du critique littéraire David Daiches. En 1959, il obtient un doctorat à l'université de Zagreb.
Koljević commence sa carrière académique en tant que professeur assistant à la Faculté de philosophie de l'université de Sarajevo ; il y est promu professeur de plein droit en 1971. De 1992 à 1995, année de sa retraite, il enseigne à la Faculté de philosophie de l'université de Novi Sad.
Svetozar Koljević est mort à Novi Sad le 29 mai 2016,,,

## Ouvrages
- Trijumf inteligencije : ogledi o novijem anglosaksonskom romanu (Le Triomphe de l'intelligence : essais sur le nouveau roman anglo-saxon), Prosveta, Belgrade, 1963.
- Humor i mit (Humour et Mythe), Nolit, Belgrade, 1968.
- Naš junački ep (Notre Épopée historique), Nolit, Belgrade, 1974.
- Putevi riječi (Routes des mots), Svjetlost, Sarajevo, 1978.
- The Epic in the Making, Clarendon Press, Oxford, 1980 (version révisée de Naš junački ep).
- Viđenja i snoviđenja, Veselin Masleša, Sarajevo, 1986.
- Hirove romana (Les Caprices du roman), Svjetlost, Sarajevo, 1988.
- Po bijelom svijetu: zapisi i sjećanja, Matica srpska, Novi Sad, 1997.
- Postanje epa (Naissance de l'épopée), Section de Novi Sad de l'Académie serbe des sciences et des arts, Novi Sad, 1998.
- Njegoš u engleskoj i američkoj kulturi (Njegoš dans les cultures anglaises et américaines), Oktoih, Podgorica, 1999.
- Englesko-srpski rječnik (Dictionnaire anglais-serbe), Prosveta, Belgrade, 2002.
- Engleski pjesnici dvadesetog stoljeća (1914-1918) : Od Vilfreda Owena do Filipa Larkina (Les Poètes anglais du XXe siècle : De Wilfred Owen à Philip Larkin), Zavod za udžbenike i nastavna sredstva, Belgrade, 2002.
- Engleski romansijeri dvadesetog stoljeća (1914-1960) : Od Jamesa Joycea do Williama Goldinga (Les Romanciers anglais : De James Joyce à William Golding), Zavod za udžbenike i nastavna sredstva, Belgrade, 2003.
- Vječna zbilja : Odjeci usmene u pisanoj književnosti (Réalité éternelle : Échos de la littérature orale et écrite), Zavod za udžbenike i nastavna sredstva, Belgrade, 2005.
- Babilonski izazovi : o susretima različitih kultura u književnosti (Les Défis babyloniens : rencontre des cultures différentes dans la littérature), Matica srpska, Novi Sad, 2007.
- Odjeci riječi (Mots en écho), Službeni glasnik, Belgrade, 2009.

## Récompenses
En 1985, Svetozar Koljević est devenu membre étranger de l'Académie serbe des sciences et des arts, en 1992 membre correspondant et, en 1997, membre de plein droit.